# Eva María Dimas
Eva María Dimas Fontanals (San Salvador, 18 de marzo de 1973) es una ex halterófila salvadoreña. Durante su carrera deportiva, logró una medalla de plata y dos de bronce en los Juegos Panamericanos, y asistió en tres ocasiones a los Juegos Olímpicos.

## Trayectoria
Dimas comenzó su carrera deportiva en el atletismo, en el que participó en las modalidades de lanzamiento de peso y disco. A nivel internacional compitió en los Juegos Deportivos Centroamericanos desde 1994; precisamente, en esa edición sumó cinco medallas de oro y una de bronce, y seis de oro en 1997. De hecho, hasta el evento del año 2001 tomó parte tanto en el atletismo como en el levantamiento de pesas. También tuvo una destacada participación en Juegos Centroamericanos y del Caribe; para el caso, en 2002 se agenció tres medallas de oro en la categoría de 69 kg.
Su carrera comprende el logro de la tercera medalla de plata para El Salvador en Juegos Panamericanos en Santo Domingo 2003, después de la atleta de tiro con arco Claudia Landaverde; por lo que se convirtió además en la primera atleta salvadoreña en obtener preseas en dos justas panamericanas, pues ya había obtenido una de bronce en Winnipeg 1999, siendo la cuarta en la historia del país en ese evento multideportivo. Ambas medallas fueron en la categoría de 69 kg. Conquistó otra presea de bronce en Río de Janeiro 2007, esta vez en la categoría de  +75 kg.
En Juegos Olímpicos, participó en Sídney 2000 (12.ª posición en 69 kg), Atenas 2004 (11.ª en 75 kg), y Pekín 2008 (descalificada en +75 kg), en el que fue la portadora del pabellón salvadoreño.
Entre muchos reconocimientos y éxitos, ha sido considerada por el periódico El Diario de Hoy como una de las mejores atletas salvadoreñas del siglo XX, fue galardonada en varias ocasiones con la Espiga Dorada, y se ubicó en el octavo lugar del mundial de levantamiento de pesas realizado en República Dominicana el año 2006, en la categoría +75 kg.
Se retiró de la actividad deportiva el 27 de agosto de 2009, tras ser sancionada con cuatro años de suspensión por la Federación Internacional de Levantamiento de Pesas, cuando dio positivo a una prueba de dopaje en el campeonato panamericano realizado el 7 de junio de ese año en Chicago, Estados Unidos, y en el que se ubicó en el segundo lugar de la categoría de +75 kg.